# 삼성 옴니아 라이트
삼성 옴니아 라이트(Samsung Omnia Lite, Samsung B7300)은 삼성전자가 2009년 9월에 출시한 스마트폰이다.

## 같이 보기
- 애니콜 옴니아 팝